# Beatriz de Silesia
Beatriz de Silesia (también conocida como Beatriz de Świdnica; en polaco, Beatrycze Świdnicka, en alemán, Beatrix von Schweidnitz; 1290-25 de agosto de 1322) fue una princesa polaca, miembro de los Piastas en la rama silesia de Jawor-Świdnica y por matrimonio duquesa de Baviera y reina de Alemania.

## Familia
Fue la hija segunda de Bolko I el Estricto, duque de Jawor-Świdnica, habido con su mujer Beatriz, hija de Otón V, margrave de Brandeburgo-Salzwedel.
Beatriz fue la tercera de diez hijos nacidos del matrimonio de sus padres. Entre sus hermanos estuvieron Bernardo de Silesia, Enrique I de Jawor, Bolcón II de Ziębice y Judit, esposa de Esteban I, duque de Baviera.
Siete años tras la muerte del padre de Beatriz y el nacimiento de su hermana póstuma, Ana, su madre Beatriz se volvió a casar, con Vladislav de Bytom. De este matrimonio, Beatriz y sus hermanos ganaron dos medio hermanos: Casimiro de Koźle y Eufemia, esposa de Conrado I de Oleśnica.

## Vida
Después de la temprana muerte de su padre en 1301, Beatriz y sus hermanos pasaron a la tutela de su tío materno, Herman, margrave de Brandeburgo-Salzwedel hasta 1305, cuando el hijo mayor de Bolko I, Bernardo, asumió el gobierno de sus dominios y la tutela de sus hermanos menores, entre ellos Beatriz.
Fue su hermano Bernardo quien, queriendo asegurarse una alianza con Baviera, arregló el matrimonio de Beatriz con Luis, duque de Alta Baviera. La boda tuvo lugar el 14 de octubre de 1308. Durante su matrimonio, Beatriz dio a luz a seis hijos, pero solo tres llegaron a la edad adulta: Matilde —por matrimonio margravine de Meissen—, Luis V el Brandeburgués —más tarde duque de Alta Baviera, margrave de Brandemburgo y conde del Tirol— y Esteban II —más tarde duque de la Baja Baviera—.
El duque Luis IV fue elegido rey de Alemania el 20 de octubre de 1314. Sin embargo, otra facción había elegido a Federico I de Austria como rey el 19 de octubre. Los dos reyes rivales continuarían su disputa el resto de su vida. Ella era una de las dos reinas de Alemania rivales, con Isabel de Aragón, esposa de Federico I.
Beatriz murió en Múnich, bastante antes de la coronación de su marido como Sacro Emperador (en 1328). Dos años después de su muerte, Luis IV se volvió a casar, con Margarita, condesa de Henao.

## Descendencia
Luis y Beatriz tuvieron seis hijos; tres de ellos vivieron hasta llegar a la edad adulta:
1. Matilde (después del 21 de junio de 1313 -  2 de julio de 1346, Meissen), se casó en Núremberg el 1 de julio de 1329 con Federico II, margrave de Meissen
2. un niño (septiembre de 1314 - m. 1314?)
3. Luis V el Brandeburgués (1315 -1361), duque de Alta Baviera, margrave de Brandeburgo, conde de Tirol
4. Ana (h. 1316 - 29 de enero de 1319, Kastl)
5. Inés (h. 1318 - m. 1318?)
6. Esteban II (1319 -1375), duque de Baja Baviera